# Brytyjska Partia Wigów

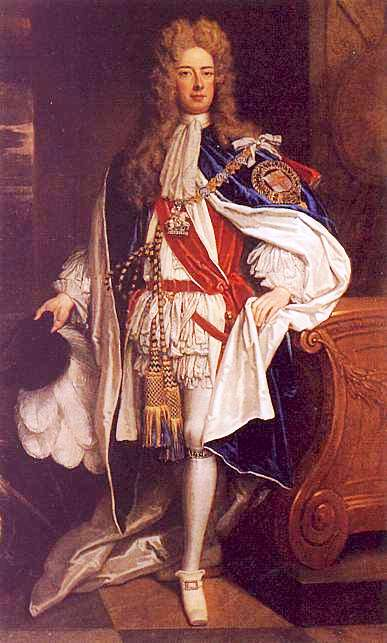
John Churchill, 1. książę Marlborough

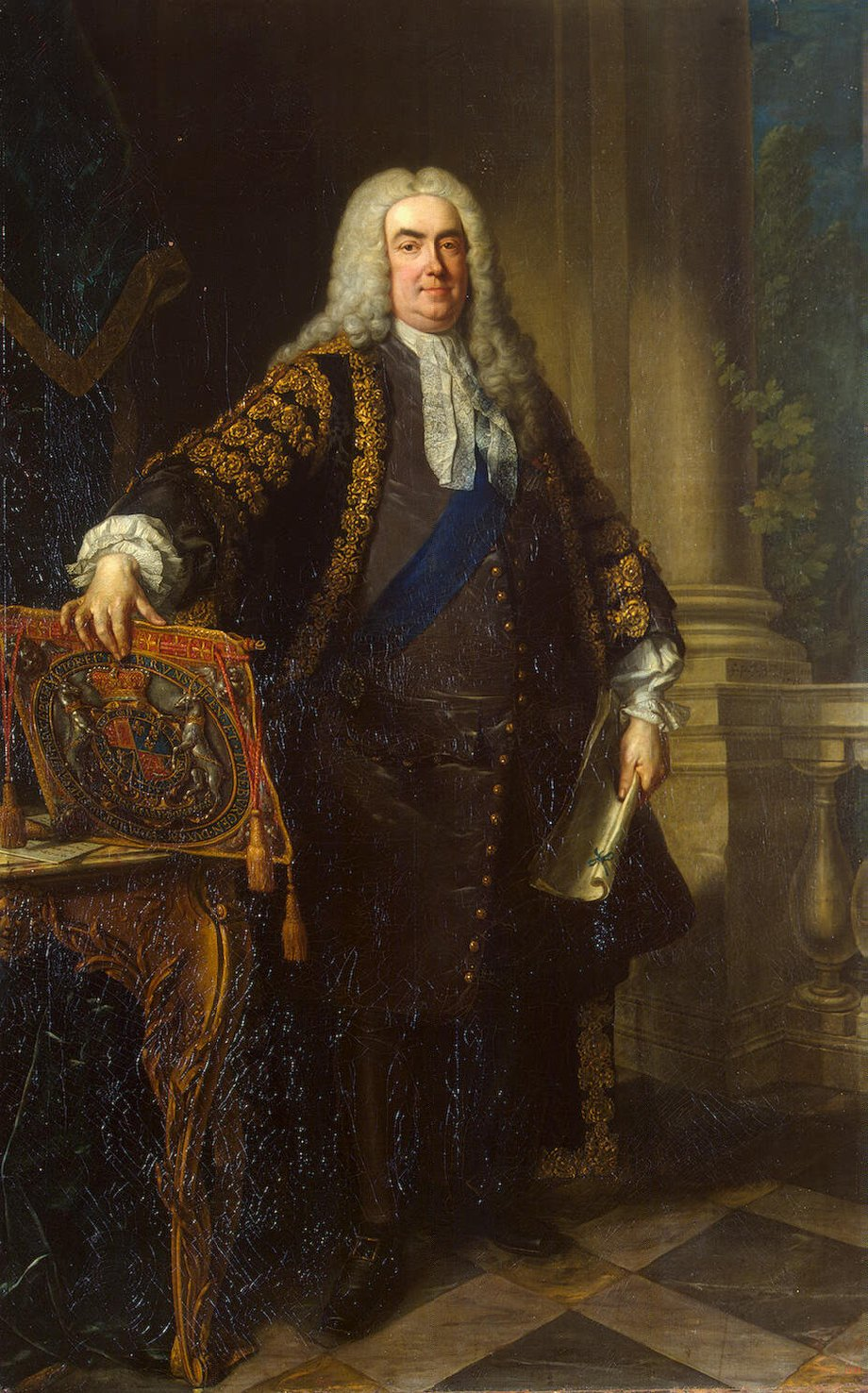
Robert Walpole

Wigowie – brytyjskie stronnictwo polityczne, a następnie partia polityczna w parlamentach Anglii, Szkocji, Wielkiej Brytanii i Irlandii, powstałe w końcu XVII w. przeciw absolutyzmowi Stuartów. Pierwotnie (za ostatnich Stuartów) nazywano ich „petycjonistami”, w odróżnieniu od broniących prerogatyw korony „abhorrers” – zalążka późniejszych torysów.
Pomiędzy latami 1680 i 1850 rywalizowali o władzę z Torysami. Pochodzenie Wigów bierze się z konstytucyjnego monarchizmu i opozycji wobec absolutnej monarchii. Wigowie odegrali główną rolę w Chwalebnej rewolucji w 1688 roku i stali się wrogami królów i pretendentów z rodu Stuartów, którzy byli wyznania rzymskokatolickiego. Wigowie przejęli pełną kontrolę nad rządem w 1715 roku i pozostali całkowicie dominujący, dopóki król Jerzy III, wstępując na tron w 1760 roku, nie pozwolił na powrót torysów.

## 1688–1689
Wigowie przyczynili się walnie do zwycięstwa tzw. chwalebnej rewolucji 1688–1689, kiedy wspólnie z torysami wezwali z Holandii namiestnika Wilhelma Orańskiego, by stworzyć protestancką przeciwwagę dynastyczną dla prokatolickiego Jakuba II. Pomyślne lądowanie Wilhelma, na którego stronę przeszła armia angielska pod dowództwem generała Johna Churchilla, i ucieczka Jakuba zabezpieczyły protestancką sukcesję Jerzego I. Wigiem był też John Locke, którego pisma utrwalić miały zdobycze rewolucji z 1688/89 roku.

## XVIII wiek
Ponieważ wigowie ze swej natury byli ugrupowaniem opozycyjnym, powstanie wigowskiego rządu spowodowało wśród nich rozłam. Było to mniej widoczne podczas panowania Wilhelma (gabinet ministerialny był wynalazkiem Wilhelma), którego silne tendencje autokratyczne hamowały rozwój systemu parlamentarno-gabinetowego. Przełom nastąpił, gdy w 1715 na początku panowania Hanowerczyków Jerzy I powołał rząd jednolicie wigowski, w którym dominował generał James Stanhope i Charles Spencer, 3. hrabia Sunderland. Była to nagroda za wsparcie pretensji Niemca do władzy w Wielkiej Brytanii. Poza tym Jerzy I nie mówił po angielsku i większość czasu swoich rządów spędził w Hanowerze, co spowodowało, że ciężar rządzenia krajem przerzucił na pierwszego ministra (premiera). Rozpoczął się wówczas 45-letni okres rządów rozmaitych gabinetów wigowskich od 1715 do 1761 (tzw. „Oligarchia Wigów”).
Robert Walpole kierował najdłużej (1721–1742) działającym z tych rządów. Następnie rządzili: Spencer Compton, Henry Pelham, Thomas Pelham-Holles, 1. książę Newcastle. W gabinecie księcia Newcastle największą rolę grał William Pitt, 1. hrabia Chatham.

## XIX wiek
W XIX wieku wigowie przekształcili się w partię liberalną – Liberal Party, która aż do początków XX wieku była najbardziej liczącą się partią obok konserwatystów (Torysi przekształcili się w 1832 roku w Partię Konserwatywną – Conservative Party).